# Stemmeringer Almbach
Der Stemmeringer Almbach ist ein Bach in der Gemeinde St. Veit in Defereggen (Bezirk Lienz). Der Bach entspringt an den Nordabhängen der Villgratner Berge und mündet im Bereich eines Schotterwerks in die Schwarzach. Der Name des Baches geht auf die auf der gegenüberliegenden Talseite gelegene  Schwaige Stemmering zurück, die im Bereich des Stemmeringer Almbachs eine Alm unterhielt.

## Verlauf
Der Stemmeringer Almbach entspringt im Talschluss „Konitzen“ zwischen der Hochleitenspitze im Südwesten, dem Wagenstein im Süden und dem Rotegg im Südosten aus mehreren Quellbächen. Nach Vereinigung der Quellbäche strebt der Stemmeringer Almbach nach Norden, wo er in rund 2000 Metern Seehöhe die Stemmeringalm passiert. Ab einer Höhe von rund 1800 Metern sind die Ufer des Stemmeringer Almbachs bewaldet und der Bach beginnt die Nordabhänge der Villgratner Berge ins Defereggental hinabzustürzen. Im Unterlauf nimmt der Stemmeringer Almbach rechtsseitig einen Nebenbach auf, der nördlich des Platt entspringt. Die Mündung des Baches in die Schwarzach liegt im Bereich des Schotterwerks Gasser (Bruggen), gegenüber liegt die Ortschaft Osing.

## Geologie
Der Stemmeringer Almbach durchfließt das Gebiet des ostalpinen Altkristallin der Villgratner Berge. Das Altkristallin wird dabei durch das steilstehende, spätalpidische Defereggen-Antholz-Vals-Lineament in einen Nord- bzw. Südblock unterteilt. Das Gebiet des Stemmeringer Almbachs befindet sich im Südblock, der von flachen Faltenachsen und alpidischen Metamorphosealtern charakterisiert wird.